# Axel Törneman
Johan Axel Gustaf Törneman (28. října 1880 Persberg – 26. prosince 1925 Stockholm) byl švédský malíř a grafik. 

## Život
Malířství začal studovat u Carla Wilhelmsona v Göteborgu, pak pobýval u Adolfa Hölzela v Dachau. Navštěvoval také Akademii výtvarných umění v Mnichově a pařížskou Académie Julian. Zařídil si ateliér na Rue de Bagneux, pohyboval se mezi pařížskou bohémou a zobrazoval noční život na Place Pigalle. Pobýval také u moře v Coudeville-sur-Mer. Jeho tvorbu ovlivnili Vincent van Gogh, Arnold Böcklin a Edvard Munch. Zpočátku vycházel z impresionismu a symbolismu, pak se přiklonil k expresionismu a udržoval kontakty s členy skupiny Der Blaue Reiter. V roce 1905 vystavoval na Podzimním salonu. Podporoval ho průmyslník Ernest Thiel, který zakoupil jeho nejznámější olejomalbu Noční kavárna, zachycující pařížský podnik U mrtvé krysy.
Roku 1907 se vrátil do Švédska, kde se stal předním propagátorem moderního umění. Je autorem nástěnných maleb v budově Riksdagu, v kostele v Hököpinge a na radnici v Kiruně. Spolupracoval s architektem Raganrem Östbergem na budově stockholmské střední školy Östra Real a vytvořil apoteózu města pro Modrý sál Stockholmské radnice. Obdiv k moderní technice vyjádřil ve fresce Elektrické proudy na stropě auly Královského technického institutu, která byla po jeho smrti zamalována a obnovena až v roce 1993. Namaloval zámek Gripsholm pro stejnojmennou loď společnosti Swedish American Line. Věnoval se také užitému umění, jako byly karikatury, knižní obálky a návrhy poštovních známek. Byla mu udělena zlatá medaile na světové výstavě v San Francisku v roce 1915. Pobýval na ostrově Runmarö a zobrazoval místní krajinu, v roce 1922 podnikl cestu do Francie. Závěrečné období Törnemanovy tvorby je charakterizováno užíváním tlumenějších barev a snahou vyrovnat se s vlivem neoplasticismu.  
Byl ženat s norskou pěvkyní Gudrun Høyer-Ellefsenovou, jeho synem byl výtvarník Algot Törneman.

## Galerie

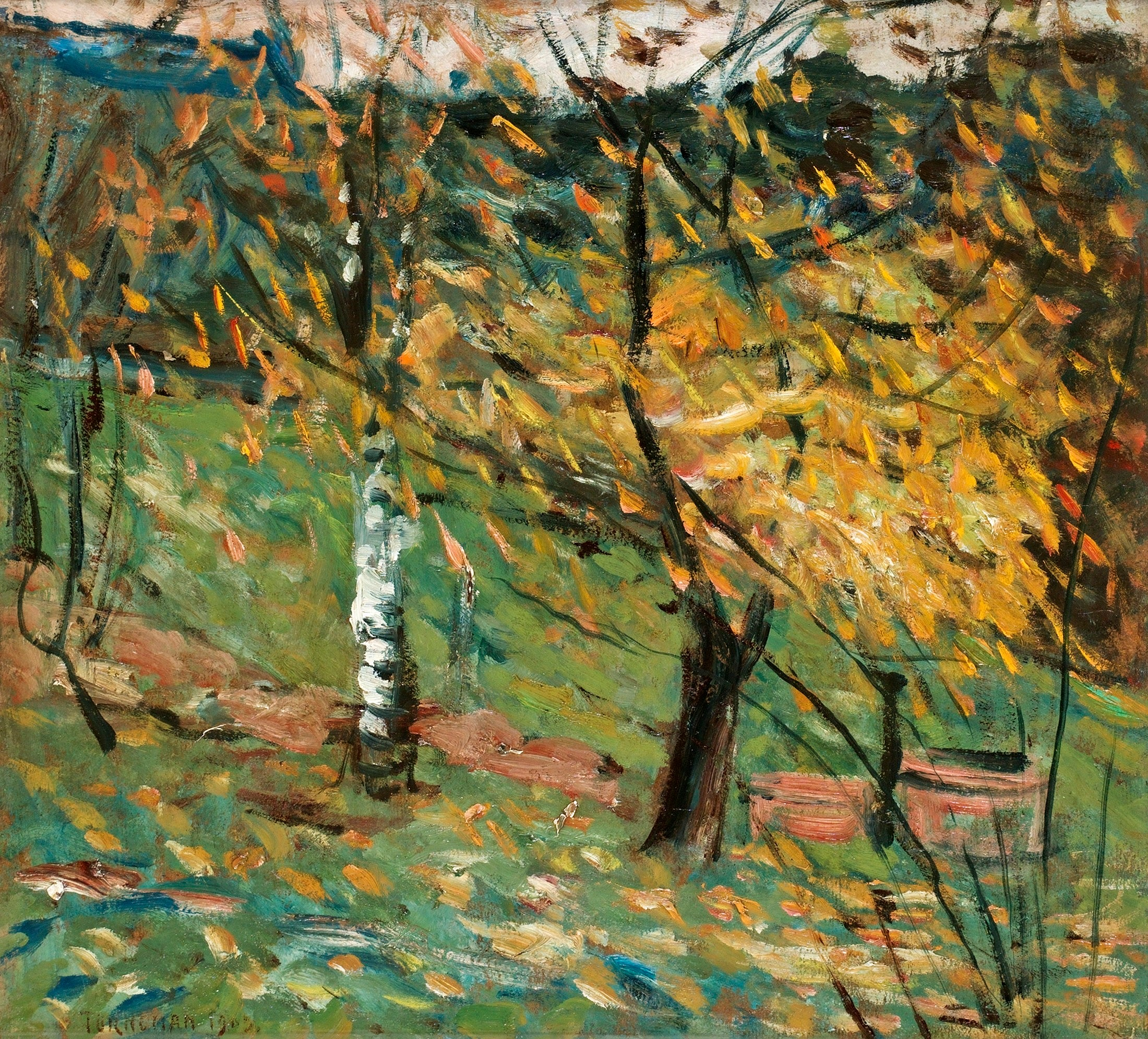
Bílá bříza
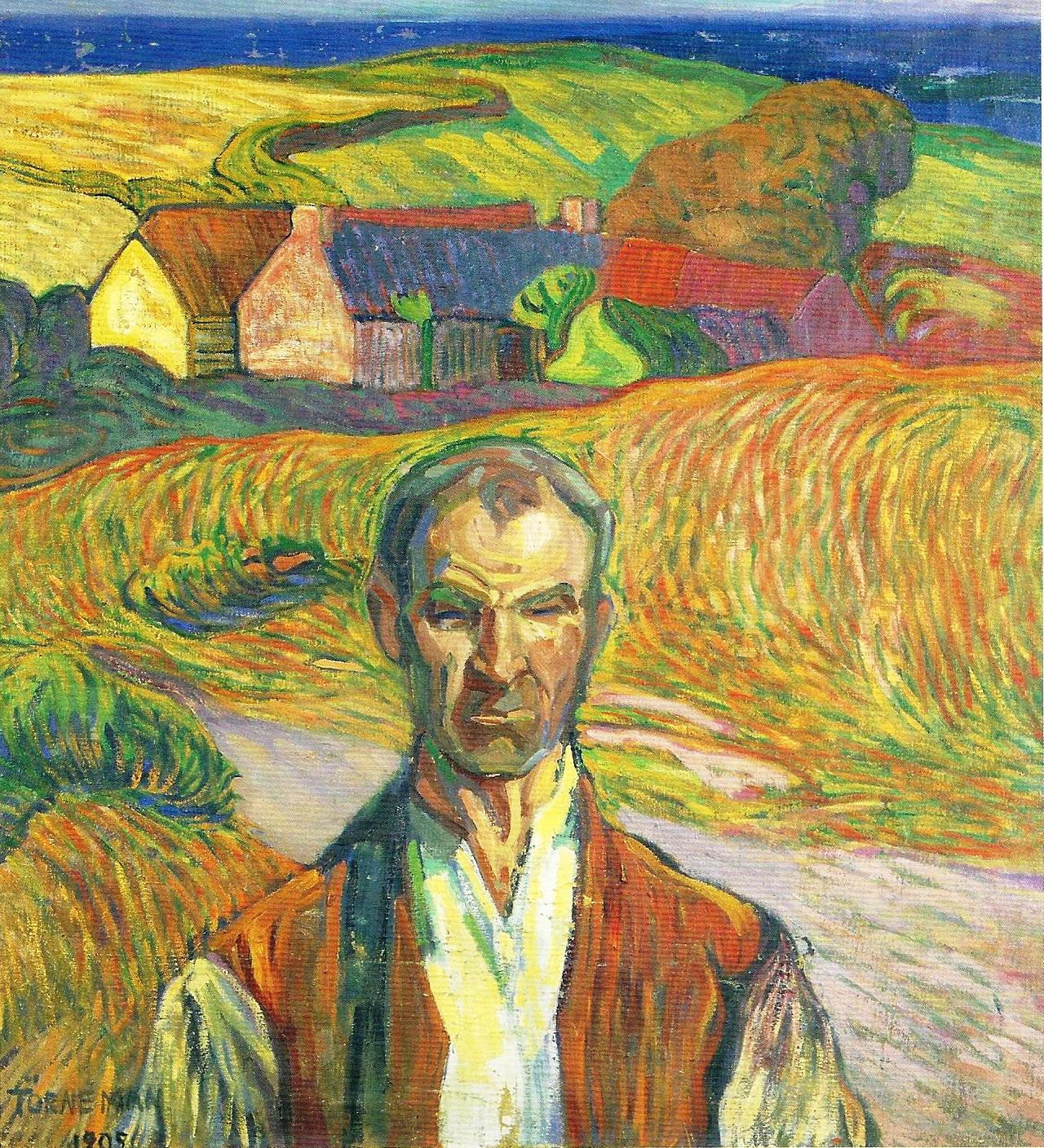
Bretaňský sedlák
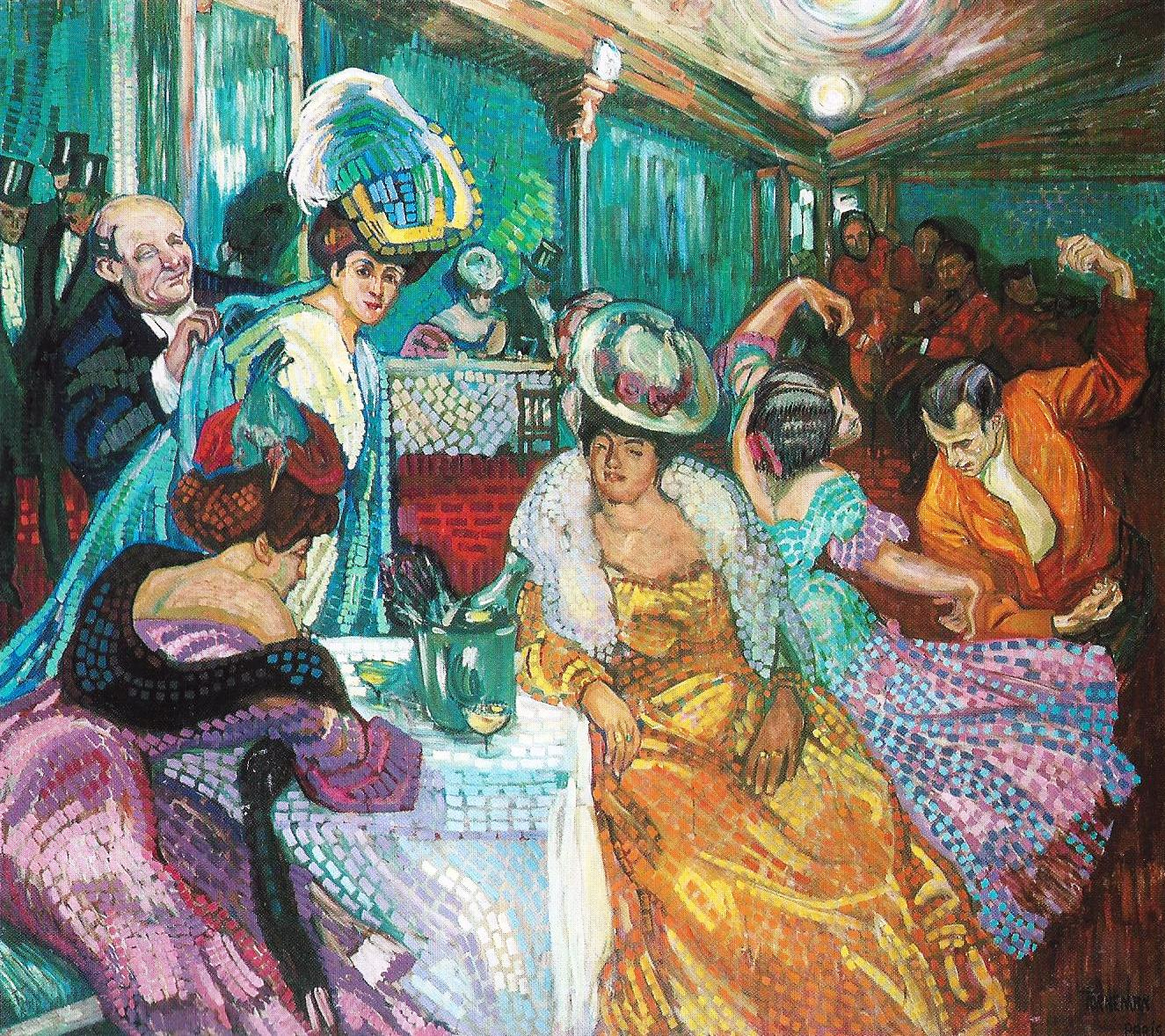
Noční kavárna
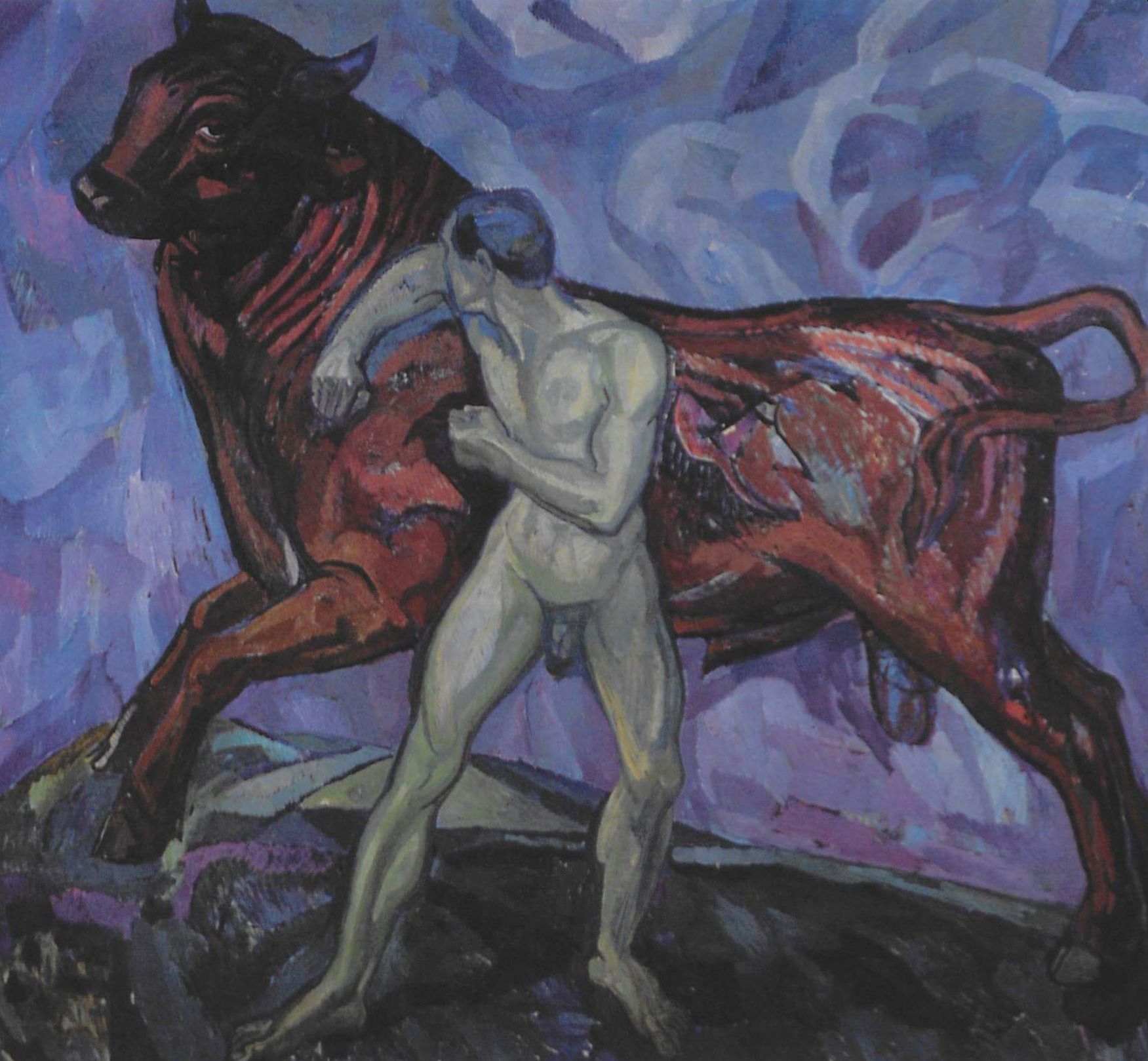
Muž s býkem
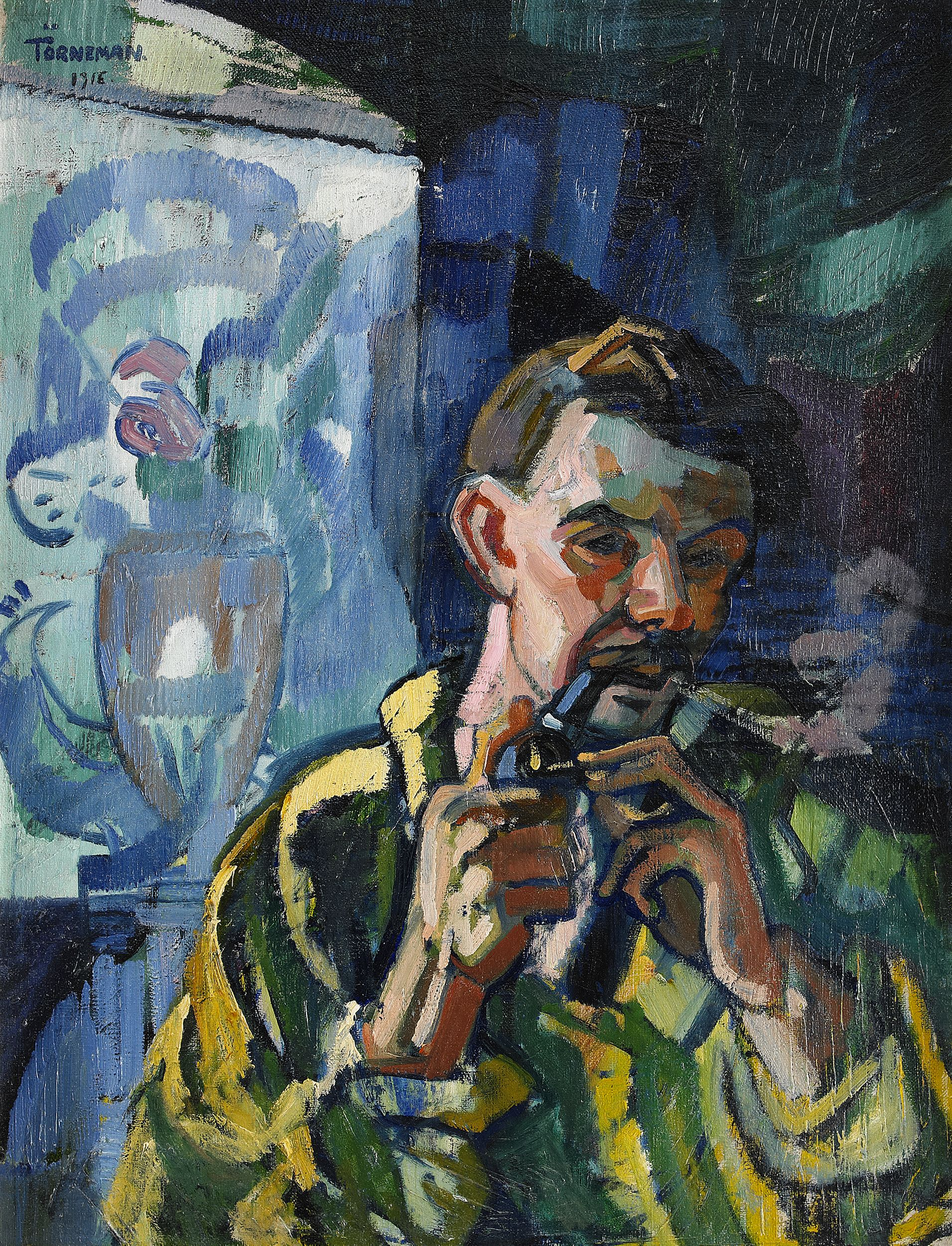
Autoportrét s dýmkou
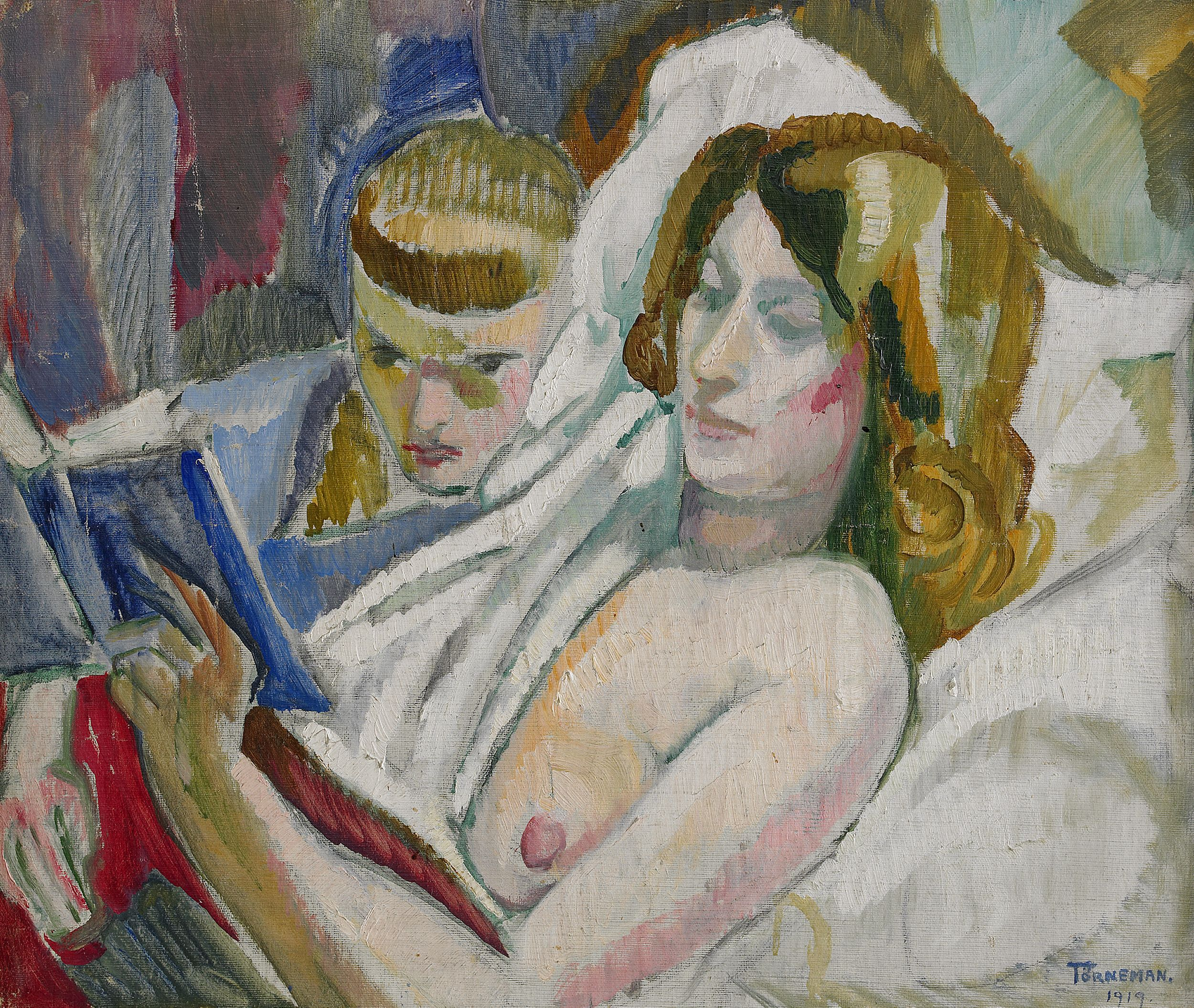
Čas na pohádku
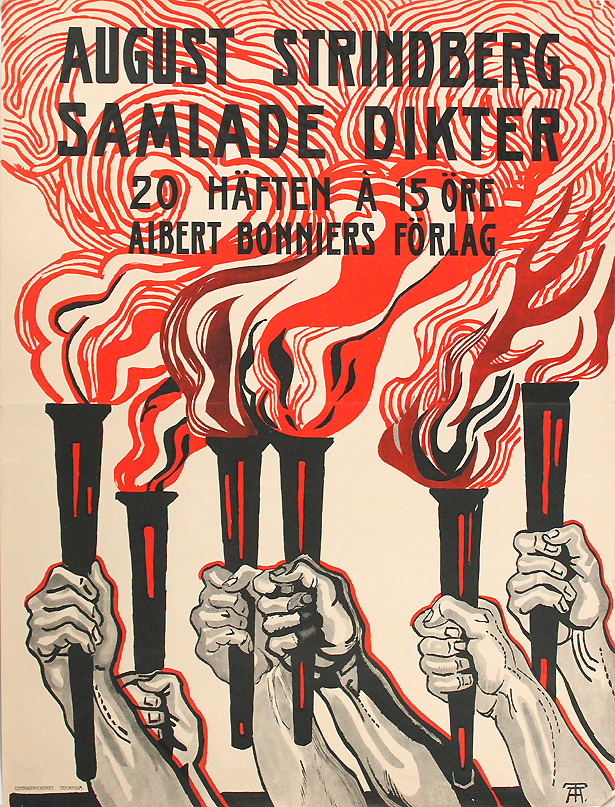
Reklamní plakát pro nakladatelství Albert Bonnier
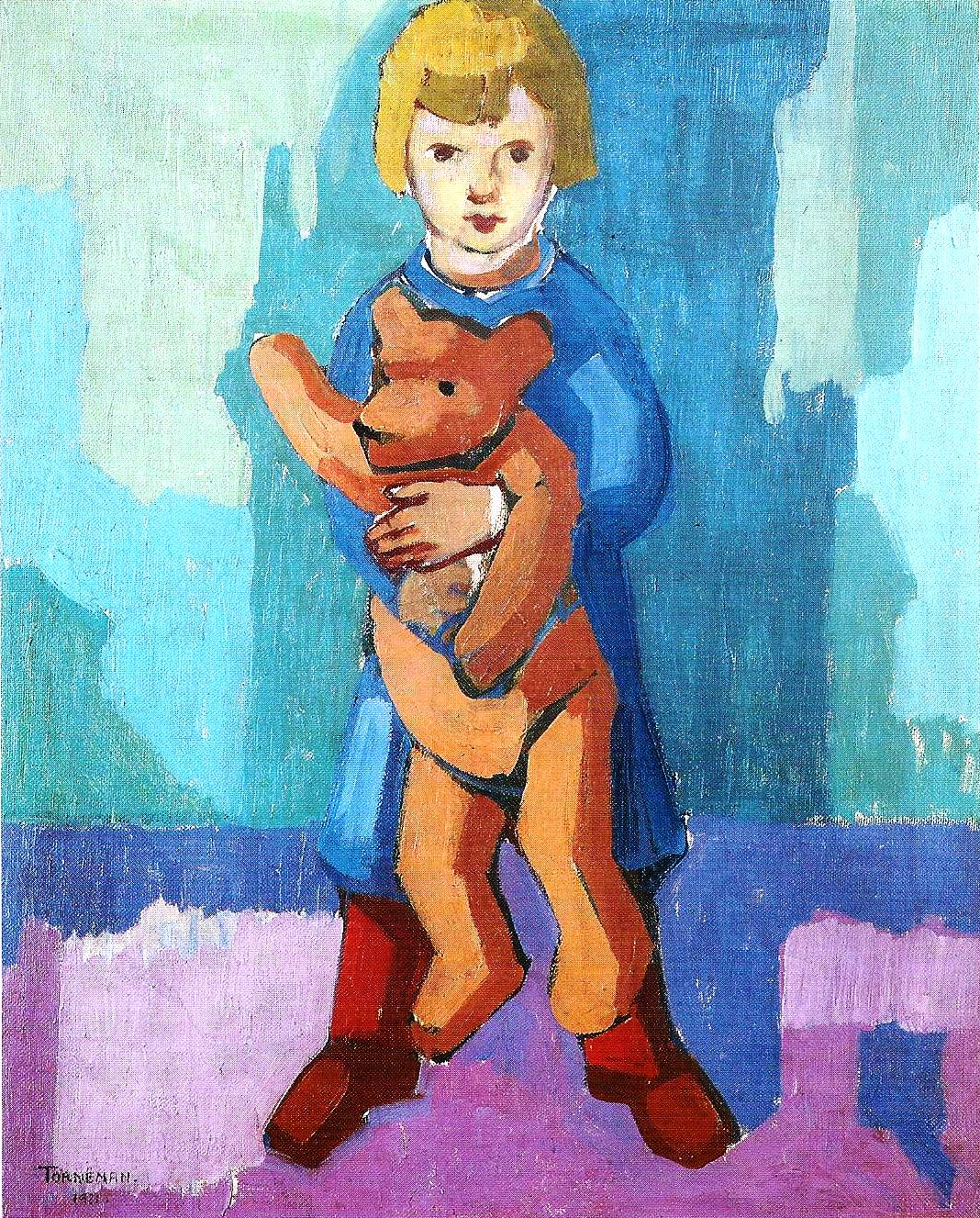
Algot s medvídkem
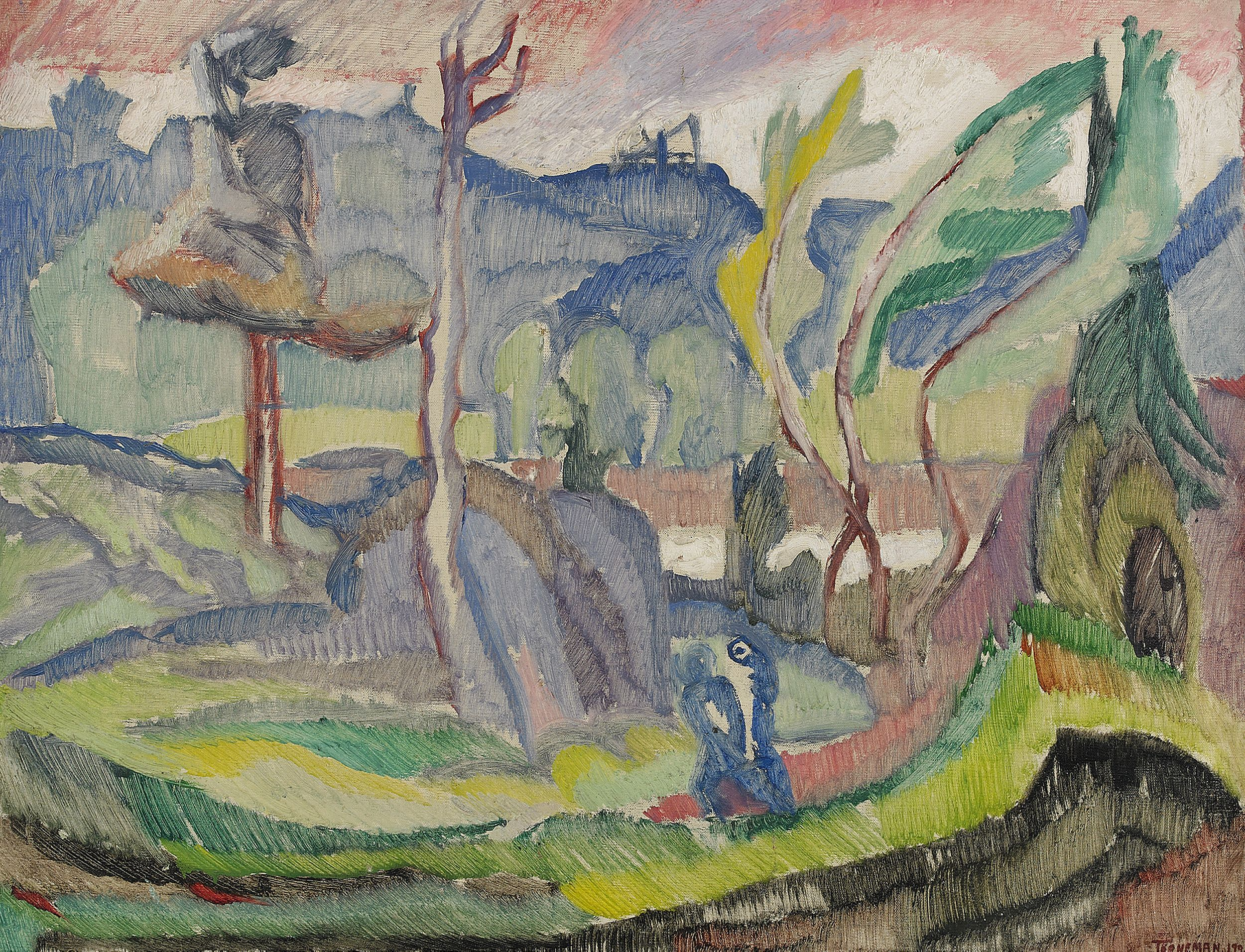
Stíny
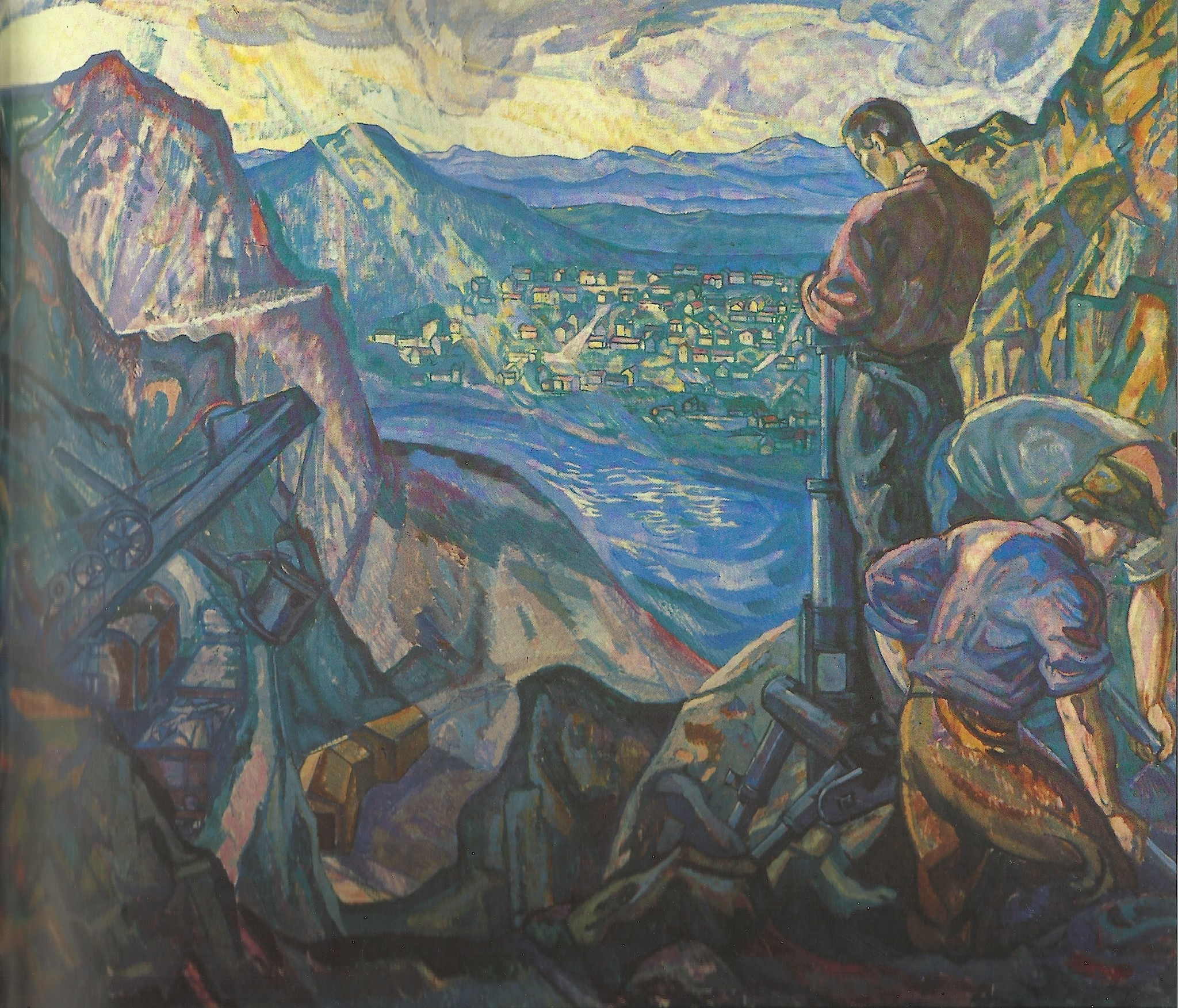
Mural pro kirunskou radnici